# Cerapachys kraepelinii
Cerapachys kraepelinii é uma espécie de formiga do gênero Cerapachys.